# Myrmica taediosa
Myrmica taediosa är en myrart som beskrevs av Bolton 1995. Myrmica taediosa ingår i släktet rödmyror, och familjen myror. Inga underarter finns listade i Catalogue of Life.